# Echelon (Computerspiel)
Echelon ist ein 3D-Science-Fiction-Flugsimulator-Videospiel, das von dem russischen Entwickler MADIA entwickelt wurde. Es geht darum, futuristische Kampfflugzeuge in Kampfszenarien zu fliegen. Das Spiel kann lokal oder in einem lokalen Netzwerk mit bis zu 32 Spielern gespielt werden. Die russische Version des Spiels heißt Шторм („Sturm“). Die Handlung des Ego-Shooters Operation: Matriarchy (ebenfalls von MADIA entwickelt) findet im gleichen Universum wie Echelon statt.
Echelon wurde 2001 von GameSpot als „Sci-Fi Simulation Game of the Year“ nominiert.
2002 wurde eine Fortsetzung mit dem Namen Echelon: Wind Warriors veröffentlicht.

## Rezeption
Das Spiel erhielt im Großen und Ganzen positive Bewertungen.
Martin Taylor von Eurogamer lobte die „glorreichen Grafiken“ und die „manchmal epische Atmosphäre“, jedoch werde das Spiel durch einige Probleme beeinträchtigt.